# Суфиев, Абдухолик
Абдухолик Суфиев (24 февраля 1954 года, Нурек, Таджикская ССР — 26 сентября 2015 года, Нурек, Таджикистан) — таджикский певец и актёр .

## Биография
Абдухолик Суфиев родился незрячим 24 февраля 1954 года в Нуреке. В 1963 году, когда ему было девять лет, его увезли в Гиссар, где отдали в музыкальную школу для слепых. Он научился играть на аккордеоне и бадахшанском рубабе. Родители настаивали, чтобы мальчик стал музыкантом, и тогда Абдухолик продолжил учебу в учебном комбинате для слепых.
В 1983 году он решил съездить в Бадахшан, и там при содействии Муминшоха Абдулвосиева ему дали квартиру в центре города Хорога. Здесь он прожил 10 лет. Был художественным руководителем ансамбля слепых исполнителей — «Панчтанон» (в переводе с шугнанского — «Пять колонн»). Каждый день Абдухолик и его друзья преодолевали 15 километров от Хорога до села Поршнев Шугнанского района. Тогда в ансамбле работало семь музыкантов, они играли на бадахшанском рубабе, флейте, бландиконе (танбур), скрипке.
В 2008 году Абдухолик вместе с супругой Любовью Васильевной перебрались в Яван. Здесь они жили в Доме-интернате для престарелых и инвалидов Яванского района.

## Умер
Абдухолик Суфиев скончался 26 сентября 2015 года в городе Нурек.

## Песни
Был большим поклонником творчества Ахмада Зохира и, в основном, исполнял на аккордеоне его песни.

## Кино
Снялся в фильмах иранского режиссера Мухсина Махмалбофа «Секс и философия» и «Овора» Далера Рахматова.